# Свердловский областной комитет КПСС
Свердловский областной комитет КПСС — орган управления структур КПСС (до октября 1952 г. — ВКП(б)) на территории Свердловской области. Существовал в 1934—1991 гг.

## Структура и формирование
Состав обкома, включавший несколько десятков-сотен человек, избирался на проводимых раз в несколько лет областных партийных конференциях. На общих собраниях — пленумах обкома, проводившихся несколько раз в год, избиралось бюро обкома (до десяти человек — основных руководителей обкома) и секретари обкома, включая первого и второго (в 1930-е — 1940-е годы — также и третьего), а также утверждал заведующих отделами обкома. Первый секретарь обкома являлся высшим политическим руководителем области, его кандидатура утверждалась решением Политбюро ЦК КПСС. В апреле 1990 г. впервые в истории существования обкома были проведены альтернативные выборы 1-го секретаря (тайным голосованием, из четырёх кандидатур).

## История
Первый состав обкома был утверждён на I областной партконференции 22 января 1934 г., проведённый в тот же день пленум обкома избрал первым секретарём И. Д. Кабакова, руководившего с 1929 г. Уральским обкомом ВКП(б). В 1937—1950 гг. первый секретарь Свердловского обкома по совместительству являлся первым секретарём Свердловского горкома ВКП(б), однако фактически городской парторганизацией руководил 2-й секретарь горкома.
В 1962 году в рамках реформы Хрущёва партийные и государственные организации на местах были разделены на промышленные и сельские. 18 декабря 1962 г. решением пленума обкома были созданы оргбюро Свердловских промышленного и сельского обкомов, 13 января 1963 г. прошёл I пленум Свердловского сельского обкома (1-м секретарём избран А. В. Борисов), а 15 января — промышленного (1-м секретарём избран К. К. Николаев). После отстранения Хрущёва от власти принцип разделения органов управления был отменён. 21 ноября 1964 г. прошёл объединённый пленум промышленного и сельского обкомов, который сформировал оргбюро Свердловского обкома. Первый (организационный) пленум обкома прошёл 25 декабря 1964 г. и избрал 1-м секретарём обкома К. К. Николаева.
После событий августа 1991 года КПСС прекратила свою деятельность, через три месяца, 6 ноября, она была запрещена указом Президента РСФСР, и 21 ноября 1991 г. распоряжением по Управлению делами Свердловского обкома он был ликвидирован.

## 1-е секретари Свердловского обкома ВКП(б)-КПСС
- Кабаков Иван Дмитриевич (22 января 1934 — 11 мая 1937)
- Столяр Абрам Яковлевич (14 мая 1937 — 31 марта 1938)
- Медведев Иван Михайлович (и.о. 31 марта — 27 апреля 1938)
- Валухин Константин Николаевич (27 апреля — 30 декабря 1938)
- Андрианов Василий Михайлович (30 декабря 1938 — 21 марта 1946)
- Недосекин Виктор Иванович (21 марта 1946 — 17 июля 1952)
- Кутырев Алексей Михайлович (17 июля 1952 — 2 декабря 1955)
- Кириленко Андрей Павлович (2 декабря 1955 — 23 апреля 1962)
- Николаев Константин Кузьмич (28 апреля 1962 — 15 января 1963)

- Николаев Константин Кузьмич (15 января 1963 — 25 декабря 1964) — 1-й секретарь Свердловского промышленного обкома КПСС
- Борисов Александр Васильевич (13 января 1963 — 25 декабря 1964) — 1-й секретарь Свердловского сельского обкома КПСС

- Николаев Константин Кузьмич (25 декабря 1964 — 6 января 1971)
- Рябов Яков Петрович (6 января 1971 — 2 ноября 1976)
- Ельцин Борис Николаевич (2 ноября 1976 — 18 апреля 1985)
- Петров Юрий Владимирович (18 апреля 1985 — 16 июня 1988)
- Бобыкин Леонид Фёдорович (16 июня 1988 — 12 февраля 1990)
- Манюхин Виктор Митрофанович (и.о. 12 февраля — 17 апреля 1990)
- Гусев Александр Петрович (7 апреля — 2 июня 1990)
- Кадочников Владимир Дмитриевич (2 июня 1990 — 21 ноября 1991)

## 2-е секретари Свердловского обкома ВКП(б)-КПСС
- Строганов Василий Андреевич (январь 1934 — апрель 1935)
- Пшеницын Константин Фёдорович (апрель 1935 — май 1937)
- Аболяев Константин Васильевич (июнь — июль 1937)
- Берман Борис Захарович (1937 — март 1938)
- Медведев Иван Михайлович (март 1938 — февраль 1939)
- Навозов Фёдор Дмитриевич (февраль 1939 — апрель 1942)
- Аристов Аверкий Борисович (апрель 1942 — 1943)
- Панин Алексей Павлович (?—1948)
- Шестаков В.М. (1948—1950)
- Кутырев Алексей Михайлович (июль 1950 — сентябрь 1952)
- Исаев Павел Николаевич (1952—1958)
- Ештокин Афанасий Фёдорович (1958—1962)

- Довгопол Виталий Иванович (1963—1964) — 2-й секретарь Свердловского промышленного обкома КПСС
- Нохрин С.П. (1963—1964) — 2-й секретарь Свердловского сельского обкома КПСС

- Довгопол Виталий Иванович (1964—1966)
- Рябов Яков Петрович (февраль 1966 — январь 1971)
- Колбин Геннадий Васильевич (январь 1971 — апрель 1975)
- Коровин Евгений Александрович (1975—1977)
- Бобыкин Леонид Фёдорович (февраль 1977 — май 1983)
- Лобов Олег Иванович (май 1983 — январь 1985)
- Манюхин Виктор Митрофанович (январь 1985 — апрель 1990)
- Кадочников Владимир Дмитриевич (апрель — июнь 1990)